# Radcot
Radcot – przysiółek w Anglii, w Oxfordshire. Leży 23,6 km od miasta Oksfordu i 105,8 km od Londynu. W 1931 roku civil parish liczyła 23 mieszkańców.